# Mark Everett
Mark Everett, född 2 september 1968 i Santa Rosa County i Florida, är en amerikansk före detta friidrottare som tävlade i medeldistanslöpning.
Everett tävlade huvudsakligen på 800 meter och hans främsta merit kom vid VM 1991 då han blev bronsmedaljör på tiden 1.44,67. Han var även i final vid VM 1995 och 1997 då han båda gångerna slutade åtta.
Han ingick även i det amerikanska stafettlaget som vann guld på 4 x 400 meter vid inomhus-VM 1997 i Paris.

## Personliga rekord
- 800 meter - 1.43,20